# トミー・スミス (1992年生のサッカー選手)
トミー・スミス（Thomas George Smith、1992年4月14日 - ）は、イングランド・ウォリントン出身の元サッカー選手。現役時代のポジションはDF。

## 経歴

### ハダースフィールド
2012年からハダースフィールド・タウンFCのアカデミーに所属。2013年8月31日のバーンズリーFC戦でトップチームの試合のベンチ入りを果たすと、9月24日のフットボールリーグカップ・ハル・シティAFC戦でデビューした。
2014年2月4日、ハダースフィールドと2016年まで契約を延長した。
2015年1月31日、チームメイトのゴールキーパー、ジョー・マーフィーと衝突して頭部に外傷を負って救急搬送された。
2016年1月19日のFAカップ・レディングFC戦で初得点を記録する。2017-18シーズンからはハダースフィールドのキャプテンに就任した。

### ストーク
2019年7月15日、ストーク・シティFCに3年契約で完全移籍。

### ミドルズブラ
2022年7月27日、ミドルズブラFCに1年契約で移籍した。
2025年2月5日、現役引退を表明した。